# Římskokatolická farnost Chornice
Římskokatolická farnost Chornice je jedno z územních společenství římských katolíků v děkanátu Svitavy s farním kostelem svatého Vavřince v děkanátu Svitavy.

## Historie farnosti
Chornice vznikly v době německé kolonizace ve 13. století, první písemná zmínka pochází z roku 1258. Obyvatelstvo bylo převážně německé národnosti, po vzniku Československé republiky početně vzrostla česká menšina.

## Duchovní správci
První zmínky o duchovních správcích v Chornicích pocházejí z 15. století. V roce 1546 byl jako chornický farář uváděn luterský kněz Jan Sopouch. Vystřídalo se zde celkem sedm luterských duchovních. Poslední z nich, David Frobenius, byl však v roce 1622 vypovězen ze země (z panství Moravská Třebová). Prvním katolickým knězem po vítězství katolíků na Bílé Hoře byl P. Paulus Schuritius. Od té doby jsou známa jména všech jeho nástupců.
Současným administrátorem excurrendo je od července 2016 R. D. Mgr. Josef Slezák.

## Bohoslužby
| Kostel           | Místo    | Bohoslužba (den) | Hodina      | Poznámka     |
| ---------------- | -------- | ---------------- | ----------- | ------------ |
| svatého Vavřince | Chornice | neděle čtvrtek   | 11.00 17.00 | Farní kostel |

## Aktivity farnosti
Každoročně se ve farnosti koná tříkrálová sbírka.